# Sistema de Canton

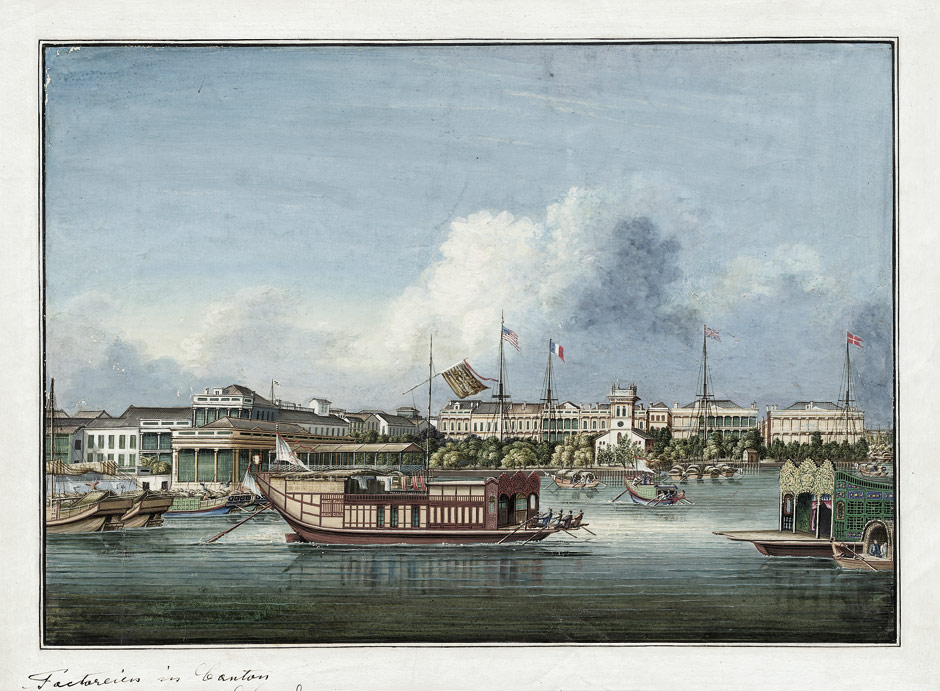
Factories de Canton al voltant del 1850

El sistema de Canton fou el règim regulador amb el qual l'Imperi Xinès controlà el seu comerç amb Occident des del 1757 fins a la fi de la Primera Guerra de l'Opi el 1842.
El nom ve del fet que el govern imperial xinès requeria que tot el comerç amb Occident es desenvolupés al port de la ciutat de Canton, al sud del país. En xinès mandarí el sistema és conegut com a Yīkǒu tōngshāng (一口通商, 'Relacions comercials d'un únic [port]'). La política sorgí el 1757 com a resposta als suposats riscos polítics i comercials que els emperadors xinesos percebien en els estrangers europeus.
Fou la culminació d'un procés gradual de restricció del comerç entre la Xina i Europa que havia començat a la segona meitat del segle xvii. A finals del segle xvii, una sèrie de clans i famílies comercials xineses, conegudes com a Hong (háng, 行), gestionaven tot el comerç amb Occident. El 1757, l'emperador Qianlong reorganitzà les operacions dels Hong convertint-los en un monopoli comercial conegut com a Cohong. A partir d'aquell moment, els comerciants xinesos havien de tractar amb els mercaders occidentals (coneguts com a yángháng (洋行, literalment 'mercaders de l'oceà', és a dir, 'mercaders d'ultramar' o 'mercaders estrangers') a través del Cohong, les activitats del qual eren regulades pel Supervisor de Duanes de Canton (Yuèhǎi guānbù jiàn dù, 粵海關部監督), conegut informalment com a Hoppo, i pel Virrei de Liangguang.